# Eugenio Cuello Calón
Eugenio Cuello Calón (Salamanca, 1879-Esles (Cantabria), 1963) fue un jurista español, catedrático de derecho penal en las universidades de Barcelona y Madrid, experto en penología.

## Obra
- Derecho penal, Editorial Bosch, ISBN 9788471624314
- El proyecto del código penal alemán de 1919, Editorial Reus, 1924. ISBN 9788429000870
- Derecho penal: Penología, 1920.
- Cuestiones penales relativas al aborto, Editorial Librería Bosch, Barcelona, 1931.
- La reforma penal en España, Real Academia de Ciencias Morales y Políticas, 1949. ISBN 9788472960640
- Tres temas penales, Editorial Bosch, 1955. ISBN 9788471623003
- La nueva penología, 1958.
- Derecho penal. (i-ii) Parte general, Editorial Bosch, 1971. ISBN 9788471620019
- La moderna penología, Editorial Bosch, 1974. ISBN 9788471622990
- Derecho Penal. Tomo I, Parte General, Editorial Bosch, 1975. ISBN 9788471626387
- Derecho Penal. Tomo II, Parte Especial, Editorial Bosch, 1975. ISBN 9788471626547
- Derecho Penal (Parte General), Editorial Bosch, 1980. ISBN 9788471628350